# Côtes-de-provence Fréjus
Le côtes-de-provence Fréjus, ou plus simplement un fréjus, est un vin rouge ou rosé produit sur les collines bordant le fleuve côtier l'Argens jusqu'à la mer Méditerranée, autour de la ville de Fréjus.
Il s'agit d'une dénomination géographique de l’AOC côtes-de-provence.

## Histoire
Le littoral provençal a été colonisé par les Grecs : vers -600, les Phocéens s'installent à Marseille (en grec, Massalia; en latin, Massilia). Ils essaiment à Nice (Nikaia), Antibes (Antipolis), Hyères (Olbia), Six-Fours (Tauroeis), Arles (Arelate), Agde (Agathé), et au sud de Nîmes. Antérieurement la région était peuplée de Celtes appelés aussi Ligures ou Celto-Ligures.
C'est lors de la création de Massalia que les Phocéens implantent la vigne dans la Gaule celtique, les vignobles étant circonscrit à d'étroits espaces proches du littoral.
Laurent Bouby explique : « Au 1er millénaire avant notre ère, avec la colonisation phocéenne à Marseille et le dynamisme commercial des civilisations méditerranéennes (étrusques, grecques et phénico-puniques), la production et les échanges de vins explosent dans l’Ouest méditerranéen. On devine aisément la suite : des millions d’hectolitres de vins inondent le monde gaulois ».
Justin, dans son Abrégé des histoires philippiques (Historiarum Philippicarum, Livre XLIII, chap. IV,1-2), un ouvrage qu'il présente dans sa préface comme un florilège des passages les plus importants et les plus intéressants du volumineux Historiæ phillippicæ et totius mundi origines et terræ situs rédigé par Trogue Pompée à l’époque d’Auguste, explique : « Sous l'influence des Phocéens, les Gaulois adoucirent et quittèrent leur barbarie et apprirent à mener une vie plus douce, à cultiver la terre et à entourer les villes de remparts. Ils s'habituèrent à vivre sous l'empire des lois plutôt que sous celui des armes, à tailler la vigne et à planter l'olivier, et le progrès des hommes et des choses fut si brillant qu'il semblait, non pas que la Grèce eût émigré en Gaule, mais que la Gaule eût passé dans la Grèce ».

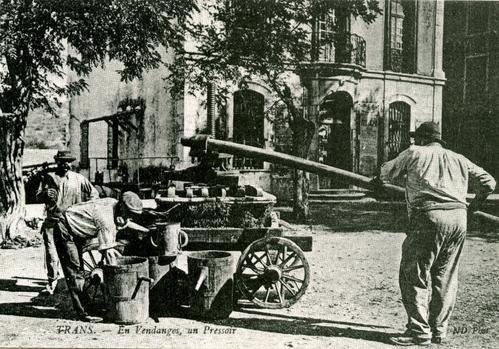
Pressoir à Trans-en-Provence au début du XXe siècle

Passées les grandes invasions, les abbayes provençales de Saint-Victor, à Marseille, de Saint-Honorat, dans l'île de Lérins, puis du Tholonet, vont reconstitué et développer le vignoble.
Aux XVIIe et XVIIIe siècles, « les friands vins de clérets de la Provence » furent très appréciés à la Cour de France, où leur notoriété bénéficia de la plume de Madame de Sévigné qui effectuait de fréquents séjours en Provence. 
Le vignoble, déjà connu en 1848 sous le nom de Côtes de Provence, a dû être reconstruit au début du XXe siècle après la crise phylloxérique. Grâce aux efforts de quelques pionniers, un nouveau pas est franchi en 1951 avec l’accession en VDQS « côtes-de-provence ». Elle sera agrandie par deux arrêtés, puis l’accession en AOC par le décret du 24 octobre 1977. La dénomination de terroir de l’AOC Côtes de Provence Fréjus a été reconnue en 2005.

## Orographie
Situé à l'extrémité orientale de l'AOC côtes-de-provence, la dénomination territoriale Fréjus est constituée d'ouest en est par les collines bordant l'Argens et s'ouvre directement sur la mer Méditerranée.

## Géologie
Le secteur de Fréjus comporte trois types de sols spécifiques. Les premiers, de couleur rouge, sont le substrat d'altération sablo-argileux des grès et pélites du permien ; les seconds, qui recouvrent ce socle permien, sont un mélange de sols rouges caillouteux, sablo-argileux, blanchâtres limono-argileux sur tufs, jaunes à blanchâtres limono-argileux sur dépôts de pliocène marin ; enfin, les derniers sont des sols sableux couvrant des roches métamorphiques altérées du massif des Maures

## Climat
L'influence maritime, qui domine sur ce terroir, induit un climat particulier où règne un régime de ventilation quasi permanent (la brise de mer) et d'amplitudes thermiques moyennes. « Les précipitations sont parmi les plus importantes de l'appellation (830 à 850 mm par an) et un nombre moyen d'heures d'insolation (2800 à 2900 heures par an). ». 
| Mois                              | jan.  | fév.  | mars  | avril | mai   | juin  | jui.  | août  | sep.  | oct. | nov.  | déc.  | année   |
| --------------------------------- | ----- | ----- | ----- | ----- | ----- | ----- | ----- | ----- | ----- | ---- | ----- | ----- | ------- |
| Température minimale moyenne (°C) | 2,8   | 3,5   | 4,9   | 7,3   | 10,4  | 14,2  | 16,3  | 16,2  | 13,9  | 10,5 | 6,3   | 3,3   | 9,1     |
| Température moyenne (°C)          | 7,7   | 8,5   | 10,1  | 12,5  | 15,7  | 19,4  | 22,1  | 22    | 19,4  | 15,8 | 11,3  | 8,3   | 14,4    |
| Température maximale moyenne (°C) | 12,5  | 13,4  | 15,3  | 17,7  | 21    | 24,6  | 27,8  | 27,8  | 25    | 21,1 | 16,2  | 13,3  | 19,6    |
| Ensoleillement (h)                | 147,8 | 148,9 | 203,2 | 252,1 | 234,9 | 280,6 | 310,3 | 355,5 | 319,5 | 247  | 201,5 | 145,5 | 2 748,1 |
| Précipitations (mm)               | 89,6  | 85,4  | 72,3  | 62,1  | 48,7  | 37,9  | 14,6  | 42,6  | 59    | 117  | 108,9 | 85,6  | 823,4   |

## Présentation du vignoble
Huit communes du département du Var sont comprises dans l'aire délimitée : Callas, Fréjus, La Motte, Le Muy, Puget-sur-Argens, Roquebrune-sur-Argens, Saint-Raphaël et Trans-en-Provence.

## Encépagement
Cépages principaux : deux cépages principaux obligatoires parmi :
- grenache ;
- mourvèdre ;
- cinsault ;
- tibouren ;
- syrah ;

## Méthodes culturales et réglementaires
Les vignes sont conduites en taille courte, à coursons à deux yeux, soit en gobelet soit en cordon de royat (double ou simple). Sauf pour la syrah  pour laquelle la taille longue (taille en guillot) est autorisée avec un maximum de 8 yeux francs par pied et 6 yeux francs maximum sur le long bois. Rendement maximal autorisé : 50 hl/ha, Rendement moyen : 37 hl/ha.

## Terroir et vin
La superficie potentielle de ce vignoble est de 235 hectares, tandis que celle revendiquant l'appellation n'est que de 24 hectares. Il y est vinifié 900 hectolitres (rosé et rouge) soit 120 000 cols/an.

## Type d'exploitations
La filière viticole comprend 8 caves particulières et coopératives. 